# Els aristòcrates del crim
 Els aristòcrates del crim  (The Killer Elite) és una pel·lícula estatunidenca dirigida per Sam Peckinpah, estrenada el 1975. Ha estat doblada al català.

## Argument
Mike Locken treballa com a assassí d'elit amb el seu amic George Hansen per a una misteriosa companyia d'espionatge lligada a la CIA. Després d'una missió, Hansen torna la seva jaqueta. No mata Locken però li dispara al genoll, el deixa discapacitat definitivament. Però Locken només té una idea present: venjar-se...

## Repartiment
- James Caan: Mike Locken
- Robert Duvall: George Hansen
- Arthur Hill: Cap Collis
- Bo Hopkins: Jerome Miller
- Victor Sen Yung: Wei Chi
- Mako Iwamatsu: Yuen Chung
- Burt Young: Mac
- Gig Young: Lawrence Weyburn
- Tom Clancy: O'Leary
- Helmut Dantine: Vorodny
- Tiana: Tommie
- Kate Heflin: Amy
- Sondra Blake: Josephine
- Walter Kelly: Walter
- Billy J.Scott: Eddie
- Hank Hamilton: Haok